# STOL
STOL (ang. Short Take-Off and Landing) – zdolność samolotu do krótkiego startu i lądowania (KSL).
Większość samolotów STOL to maszyny zdolne lądować na każdym typie nawierzchni pasa startowego lotniska, a także w terenach przygodnych. Nie jest to jednak regułą, np. samolot de Havilland Dash-7, choć jest samolotem typu STOL, może startować tylko z pasów utwardzonych. Zazwyczaj maszyny typu STOL mają podwozie trójkołowe z kółkiem ogonowym, ale to również nie jest regułą, co widać na przykładzie takich konstrukcji jak de Havilland Twin Otter i Peterson 260SE.
Długość potrzebnej drogi startowej zależy od kwadratu prędkości minimalnej samolotu, nazywanej prędkością przeciągnięcia (ang. stall) i konstruktorzy samolotów krótkiego startu i lądowania dążą do tego, aby prędkość ta miała jak najniższą wartość. Małe opory samolotu i korzystny stosunek masy do mocy silników pozwala na szybsze przyspieszenie i skrócenie drogi startowej. Minimalizację dobiegu samolotu uzyskuje się przez zastosowanie silnych hamulców, niskiej prędkości lądowania, a także rzadziej specjalnych klap hamujących. Parametrem, który określa cechy STOL jest długość drogi potrzebnej do osiągnięcia wysokości 15 metrów (przy starcie) i długość drogi lądowania liczona od wysokości 15 metrów.
Bardzo ważną własnością samolotów STOL jest możliwość omijania podczas startu i lądowania przeszkód terenowych, takich jak drzewa lub budynki. Podczas startu duży stosunek mocy do masy samolotu i małe opory aerodynamiczne pozwalają na szybsze nabranie wysokości koniecznej do ominięcia przeszkód mogących znajdować się na końcu pasa startowego. Z kolei podczas lądowania zwiększenie oporów aerodynamicznych umożliwia strome podejście do lądowiska bez ryzyka zahaczenia o przeszkody terenowe. Zwiększenie oporów odbywa się przez opuszczenie klap, otwarcie slotów i takie wychylenie sterów, że samolot podchodzi do lądowania ślizgiem. Przedwojenne polskie samoloty RWD-6 i RWD-9 miały niespotykanie niską wartość prędkości minimalnej – niewiele ponad 50 km/godzinę, mówiono o nich że „mogą startować z ogródka.”
Klasycznym sposobem skrócenia koniecznego dobiegu jest technika „Lądowanie na trzy punkty”, stosowalne wyłącznie w samolotach z kółkiem ogonowym. Samolot podchodzi do lądowania powoli i bardzo nisko np. 1-2 metry nad ziemią, wyrównuje i stopniowo redukuje obroty. Normalnie spowodowałoby to dalsze opadnięcie, ale równocześnie ze stopniowym zmniejszaniem szybkości, pilot zwiększa kąt natarcia, zwiększając siłę nośną. Ten wzajemnie przeciwdziałający proces trwa do chwili gdy zostaje przekroczona krytyczna wartość kąta natarcie, i samolot opada, idealnie – jednocześnie na trzy koła. Technika ta, demonstrująca kunszt pilota, była powszechnie stosowana w Polsce przed drugą wojną światową.
Samolot STOL aerodynamicznie powinien posiadać:
- płat o niskim obciążeniu
- płat o zwiększonym wydłużeniu
- urządzenia hipernośne (klapy, sloty)

Taka konstrukcja samolotu charakteryzuje się ograniczoną prędkością, na korzyść ładowności, która jest najistotniejszym parametrem tego typu samolotów, gdyż funkcjonowanie wielu małych wyizolowanych społeczności zależy od samolotów STOL dostarczających zarówno pasażerów, jak i zaopatrzenie, tak jak to się dzieje na obszarach północnej Kanady i Alaski.
Większość samolotów STOL jest zdolna do lądowania poza lotniskami, włączając powierzchnie pokryte śniegiem i lodem (po zastosowaniu nart), pola, żwirowe powierzchnie brzegów rzek (po zastosowaniu specjalnych niskociśnieniowych opon) i wodę (po zamontowaniu pływaków). Tereny te są zazwyczaj bardzo krótkie i otoczone wysokimi drzewami lub wzgórzami. Podwozia w postaci kół, nart, pływaków lub kombinowane np. nartowo-kołowe pozwalają wybrać miejsce lądowania pomiędzy terenem przygodnym a utwardzonym pasem startowym. Niektóre lotniska typu STOLport są przystosowane tylko dla samolotów typu STOL, ze względu na małą długość pasa startowego. Są one rzadkością, np. w Londynie.
Ogólnie samolot klasy STOL swoje osiągi uzyskuje poprzez:
- Zespół napędowy o dużym ciągu statycznym
- Płat o dużym wydłużeniu i małym współczynniku obciążenia powierzchni nośnej
- Urządzenie hipernośne (klapy o dużej skuteczności, ew. sloty, klapy przednie)
- Podwozie o dużym skoku
- Skuteczne hamulce na kołach
- Przerywacze

## Przykładowe samoloty typu STOL

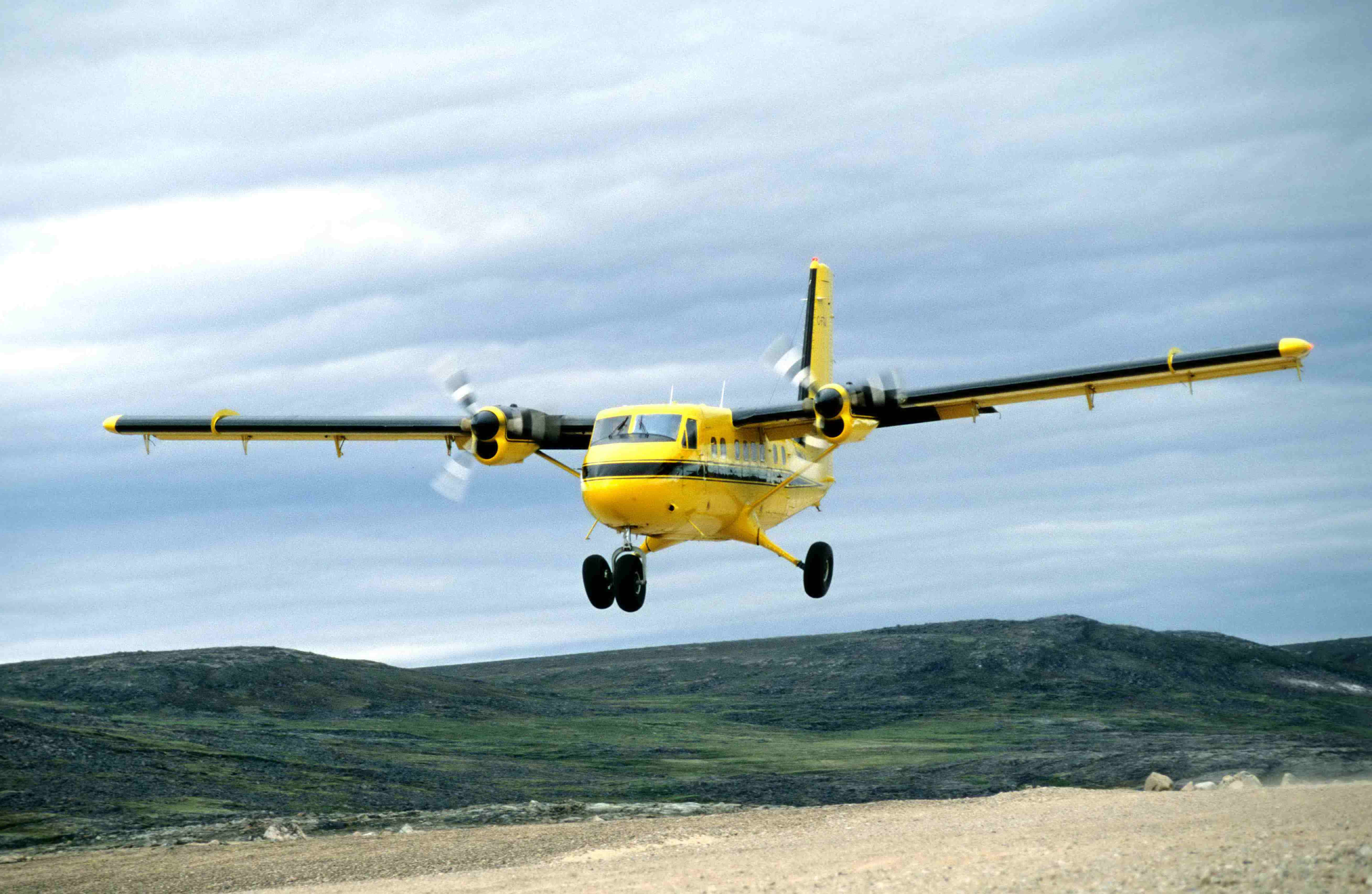
DHC-6 Twin Otter

- Antonow An-14
- Antonow An-28
- Antonow An-72
- C-27 Spartan
- Fieseler Fi 156
- de Havilland Beaver
- de Havilland Twin Otter
- de Havilland Dash-7
- Helio Courier
- Pilatus PC-6
- Piper PA-18 Super Cub
- Piper J-3 Cub
- Maule
- Wren 460 i Peterson 260SE
- Westland Lysander
- Zenair CH 701 STOL

## Przykładowe polskie samoloty typu STOL

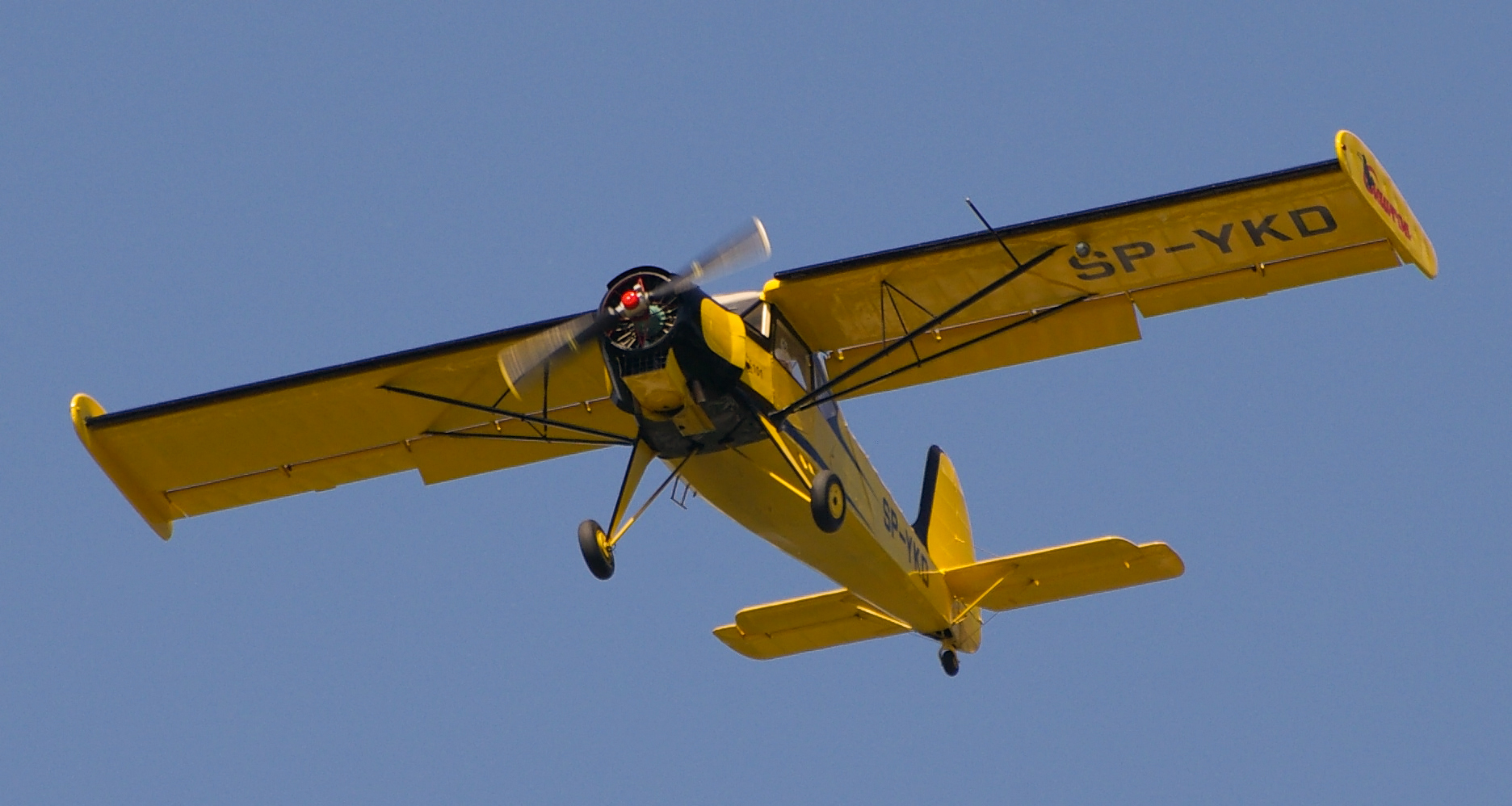
PZL-101 Gawron

- RWD-6
- RWD-9
- RWD-13
- RWD-14
- PZL-19
- PZL-26
- LWS-3 Mewa
- PZL-101 Gawron
- PZL-104 Wilga
- PZL M28 Skytruck
- PZL M28 Bryza